# Ткаченко, Иван Гурович
Ива́н Гу́рович Ткаче́нко (6 февраля 1919, Цибулёво, Херсонская губерния — 26 августа 1994) — советский украинский педагог. Герой Социалистического Труда (1971).

## Биография
Родился 6 февраля 1919 года в селе Цибулево (ныне Кропивницкий район Кировоградской области).
В 1933 году учился на рабфаке Кировоградского педагогического института. Педагогическую деятельность начал в 1936 году.
В период Великой Отечественной войны был членом подпольно-диверсионной группы им. Богдана Хмельницкого, в связи с чем был арестован и с марта по август 1943 г. находился в фашистском заключении (первоначально в тюрьме Кировограда, затем в концлагере села Терновая Балка Компанейского района Кировоградской обл.
После освобождения в ходе наступления Красной Армии, с 1944 по 1982 годы работал учителем математики и физики, затем директором Богдановской средней школы имени Ленина.
В этой школе одними из первых в СССР были созданы и успешно действовали ученические производственные бригады (в 1957 г.), разнопрофильные мастерские, научные общества и учебные лаборатории учащихся, а также летние лагеря труда и отдыха для них.
На основе подходов А. С. Макаренко Иван Гурович разработал и успешно применил в своей школе на основе производительного труда и самоуправления учащихся систему трудового воспитания.
И. Г. Ткаченко приложил немало усилий и для обнародования положительного опыта возглавляемой им школы. С середины 1950-х он подготовил и обнародовал в различных изданиях (педагогических журналах, сборниках) несколько десятков статей об опыте работы возглавляемого им коллектива педагогов и учащихся. С 1971 г. Богдановская средняя школа становится одной из двух по Украине опытных школ НИИ педагогики УССР, в которых исследовались вопросы трудового воспитания в сельской школе.
В 1977 г. И. Г. Ткаченко — делегат съезда учитель УССР, в 1978 г. — делегат Всесоюзного съезда учителей.
К этому времени Иван Гурович уже является Героем Социалистического труда и трижды орденоносцем, кавалером ряда медалей.
Однако среди местных чиновников нашлись и противники осуществляемых им подходов трудового воспитания, под давлением которых 6 апреля 1979 г. он был вынужден написать заявление об уходе с поста директора школы «по собственному желанию», после чего сосредоточился на научно-педагогической деятельности уже в высшей школе (кафедра педагогики Кировоградского ГПУ).
С 1945 года — научный корреспондент Научно-исследовательского института педагогики УССР.
В 1970 году был руководителем школы передового опыта директоров школ Кировоградской области.
В 1973 году защитил диссертацию на получение учёной степени кандидата педагогических наук.
С 1982 года до последних дней своей жизни И. Г. Ткаченко работал доцентом кафедры педагогики Кировоградского государственного педагогического университета имени Владимира Винниченко.
Член КПСС, был членом обкома КП Украины, членом Знаменского горкома КПУ. Также был депутатом и членом Президиума Верховного Совета Украинской ССР.
Умер в 1994 г., по одним данным 27 июля, по другим — 26 августа. Похоронен на сельском кладбище с. Богдановка.

## Научная деятельность

### Научные труды
- Ткаченко I. Г. Трудове виховання старшоклассників. Киев: Радянська школа, 1971. — 114 с. (книга)
- Трудовое воспитание учащихся : Из опыта работы Богдан. сред. школы № 1 имени В. И. Ленина, 48 с. 20 см, Киев, о-во «Знание», УССР, 1978[2]

нескольких десятков статей, в том числе:
- Воспитывать в труде. Диалог: А. Гиталов — И. Ткаченко // Учительская газета. — 1974. — 13 июня
- Гиталов А., Калиниченко Н., Ткаченко И. Земля жаждет молодых. Проблемы трудового воспитания учащихся сельских школ // Правда. — 1980. — 21 ноября
- Девиз — эффективность. Диалог директора Богдановской школы, Героя Социалистического труда И. Г. Ткаченко с президентом Академии наук УССР, Героем Социалистического труда Б. Е. Патоном // Учительская газета. — 1978. — 24 июня
- Ткаченко И. Г. Вырастить хлебороба // Сельский механизатор. — 1975. — № 9. — Стр. 8-9
- Ткаченко И. Г. Воспитание коммунистического отношения к труду в учебно-производственной бригаде // Советская педагогика. — 1960. — № 5. — Стр. 45-49
- Ткаченко І. Г. Гуманізм проти консерватизму // Кіровоградська правда. — 1993. — 25 березня
- Ткаченко І. Г. Деякі питання організації і методики виробничого навчання в сільській школі // Радянська школа. — 1963. — № 1. Стор. 12-19
- Ткаченко І. Г. Директор в системі управління школою // Серп і молот. −1974. − 20 серпня
- Ткаченко І. Г. Діти — сонячний ранок нашої Батьківщини // Серп і молот. — 1972. — 23 серпня
- Ткаченко И. Г. Использование педагогического наследия В. А. Сухомлинского в процессе трудового воспитания дошкольников // Дошкольное воспитание. — 1984. — № 3. — Стр. 27-29

## Награды
Участие И. Г. Ткаченко в войне отмечено орденом Красной звезды (1945 г.) и медалью «Партизану Отечественной войны» 2-й степени (1946 г.).
Указом Президиума Верховного Совета СССР от 20 июля 1971 года «за большие заслуги в обучении и коммунистическом воспитании учащихся» удостоен звания Героя Социалистического Труда с вручением ордена Ленина и золотой медали Серп и Молот. Первым Орденом Ленина он был награждён ещё раньше — 6 августа 1960 года.
Также он награждён рядом медалей:
- медалью «За трудовое отличие» — в 1946 г.
- ведомственная медаль А. С. Макаренко (1965 г.)
- ведомственная медаль Н. К. Крупской (1970 г.)
- бронзовая медаль ВДНХ (1957 г.)

Отмечен значками «Отличник народного образования Украинской ССР» и «Отличник народного образования Азербайджанской ССР» (1970 г.)
Указом от 14 марта 1962 г. (почти в день рождения Макаренко) И. Г. Ткаченко был удостоен звания «Заслуженный учитель Украинской ССР».

## Память
- Министерством образования и науки Украины учреждена награда — «Нагрудный знак Івана Ткаченко», которым награждаются педагогические работники за успехи в трудовом воспитании школьников.[3]
- Распоряжением Совета Министров Украины от 4 февраля 2004 г. № 57-Р Богдановской СОШ № 1 I—III ступени присвоено имя И. Г. Ткаченко.